# أستراليا المفتوحة 1987
هنا قائمة ببطولات أستراليا المفتوحة لسنة 1987:

## الكبار

### فردي رجال
ستيفان إدبرغ هزم  بات كاش, 6-3, 6-4, 3-6, 5-7, 6-3

### فردي سيدات
هانا ماندليكوفا هزم  مارتينا نافراتيلوفا, 7-5, 7-6

### زوجي رجال
ستيفان إدبرغ و أندرياس جارايد هزم  بيتر دوهان و لاوري واردر, 6-4, 6-4, 7-6

### زوجي سيدات
مارتينا نافراتيلوفا و بام شرايفر هزم  زينا غاريسن و لوري ماكنايل, 6-1, 6-0

### زوجي مختلط
زينا غاريسن و شيروود ستيوارت